# Audenardéi katonai emlékmű
Az audenardéi katonai emlékmű (Audenarde American Monument) egy első világháborús emlékmű, amely a belgiumi Oudenaarde (Audenarde) településen áll. Azokra az amerikai katonákra emlékezik, akik a közeli frontokon estek el. 

## Az emlékmű
Az emlékmű a város központjában, egy kicsi parkban áll, amelyet az amerikai hadisírokat felügyelő bizottság (American Battle Monuments Commission) gondoz. A sztélé aranysárga mészkőből készült. Első oldalát az amerikai címer és két kősas díszíti. Annak a 40 ezer amerikai katonának állít emléket, akik 1918 október-novemberben a közelben harcoltak és estek el. Az emlékmű három alakulatot nevesít, a 37. és 91. hadosztályt, valamint az 53. táboritüzér-dandárt. Tervezője Harry Sternfeld philadelphiai építész volt.

## Történeti háttér
1918 október közepén az amerikai 37. és 91. hadosztály csatlakozott a belga flandriai hadseregcsoporthoz, amelynek főparancsnoka I. Albert belga király volt. Mindkét hadosztály részt vett az október 31-én Waregem közeléből a Scheldt-folyó felé indított támadásban. A 37. hadosztály november 1-jén érte el a folyót, majd másnap átkelt rajta. A 91. november 2-án ért Audenardéba. A fegyvernyugvás után a régióban elesett amerikaiakat a waregemi temetőbe vitték.